# Österreichisches Biographisches Lexikon 1815–1950
Österreichische Biographische Lexikon 1815–1950 (ÖBL) je austrijski leksikon s nacionalnim životopisima osoba. Izdanje je Austrijske akademije znanosti od 1945. godine. 
Obuhvaća značajne osobe, koje su u svojem području ostvarili iznimne zasluge, koje su rođene u Austriji i bivšim carskim i kraljevskim krunskim zemljama, a koje su živjele ili djelovale odnosno umrle između 1815. i 1950. godine. Do 2009. objavljeno je 12 svezaka i 81 priručnik s više od 17.000 životopisa. Vremenski se naslanja na Biografski leksikon Austrijskog Carstva (BLKÖ), koje je objavio između 1856. i 1891. godine Constant von Wurzbach, a koji opisuje osobe i povijest Habsburške Monarhije od 1750. do 1850. godine.

## Izašli svesci
- Svezak 1 (Aarau Friedrich – Gläser Franz), 1957. (2. neizmijenjeno izdanje 1993., ISBN 3-7001-1327-7).
- Svezak 2 (Glaessner Arthur – Hübl Harald H.), 1959. (2. neizmijenjeno izdanje 1993., ISBN 3-7001-1328-5).
- Svezak 3 (Hübl Heinrich – Knoller Richard), 1965. (2. neizmijenjeno izdanje 1993., ISBN 3-7001-1329-3).
- Svezak 4 (Knolz Joseph J. – Lange Wilhelm), 1969. (2. neizmijenjeno izdanje 1993., ISBN 3-7001-2145-8).
- Svezak 5 (Lange v. Burgenkron Emil – [Maier] Simon Martin), 1972. (2. neizmijenjeno izdanje 1993., ISBN 3-7001-2146-6).
- Svezak 6 ([Maier] Stefan – Musger August), 1975., ISBN 3-7001-1332-3
- Svezak 7 (Musić August–Petra – Petrescu Nicolae), 1978., ISBN 3-7001-2142-3
- Svezak 8 (Petračić Franjo – Ražun Matej), 1983., ISBN 3-7001-0615-7
- Svezak 9 (Rázus Martin – Savić Šarko), 1988., ISBN 3-7001-1483-4
- Svezak 10 (Saviňek Slavko – Schobert Ernst), 1994. (2. neizmijenjeno izdanje 1999., ISBN 3-7001-2186-5).
- Svezak 11 (Schoblik Friedrich – [Schwarz] Ludwig Franz), 1999., ISBN 3-7001-2803-7
- Svezak 12 ([Schwarz] Marie – Spannagel Rudolf), 2005., ISBN 3-7001-3580-7
- Svezak 13 (Spanner Anton Carl – Stulli Gioachino), 2010., ISBN 978-3-7001-6963-5
- Svezak 14 (Stulli Luca – Tůma Karel), 2015.
- Svezak 15 (Tumlirz Karl – Warchalowski August), 2018.

## Vanjske poveznice
- Gemeinsame Normdatei
- ÖBL. Inačica izvorne stranice arhivirana 21. veljače 2019. Pristupljeno 21. veljače 2019. (nje.)
- Österreichisches Biographisches Lexikon 1815–1950 Online-Edition (nje.)